# Dietmar Schütz

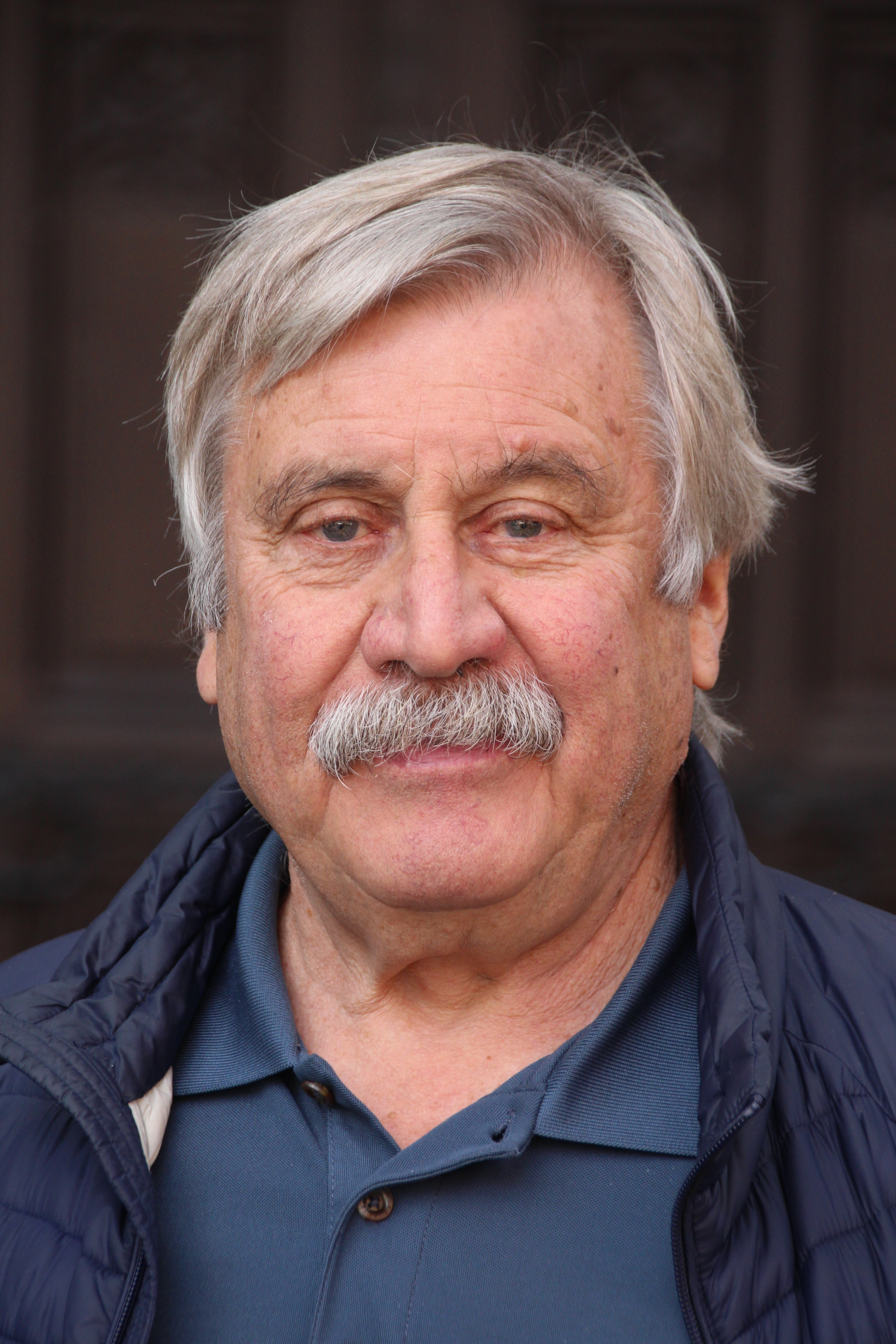
Dietmar Schütz (2019)

Dietmar Schütz (* 21. Oktober 1943 in Oldenburg) ist ein deutscher Verwaltungsjurist und Politiker (SPD). Er war von 1987 bis 2001 Mitglied des Deutschen Bundestages. Von 2001 bis 2006 übte Dietmar Schütz das Amt des Oberbürgermeisters seiner Heimatstadt Oldenburg aus.

## Leben
Dietmar Schütz legte das Abitur an der Graf-Anton-Günther-Schule in Oldenburg ab. Er studierte an der Universität Göttingen die Fächer Geschichts-, Politik- und Rechtswissenschaften. Dietmar Schütz wurde im Jahr 1965 Mitglied der SPD, zugleich war er Mitglied des Sozialdemokratischen Hochschulbundes. Er absolvierte im Jahr 1970 das erste und 1973 das zweite juristische Staatsexamen. Er war von 1974 bis 1976 persönlicher Referent des Niedersächsischen Wissenschaftsministers Joist Grolle und nach dessen Ausscheiden im Februar 1976 durch die Wahl Ernst Albrechts zum Ministerpräsidenten als Jurist bei der Bezirksregierung Weser-Ems in Oldenburg.
Zwischen 1981 und 1987 gehörte er dem Rat der Stadt Oldenburg an und war in den Jahren 1985 bis 2001 Vorsitzender des SPD-Unterbezirks Oldenburg-Stadt. Von 1987 bis 2001 war er in der 11. Wahlperiode, in der 12., in der 13. und zeitweise in der 14. Wahlperiode Mitglied des Deutschen Bundestages. Dort war er unter anderem auch Landesgruppensprecher der niedersächsischen SPD-Abgeordneten im Bundestag und stellvertretender energiepolitischer Sprecher der SPD-Fraktion. Er gehörte zunächst dem Rechtsausschuss und später dem Ausschuss für Umwelt, Naturschutz und Reaktorsicherheit sowie dem Haushaltsausschuss an. Zudem war er Mitglied im Vertrauensgremium des Bundestages.
Schütz wird neben Michaele Hustedt, Hans-Josef Fell (beide Bündnis 90/Die Grünen) und Hermann Scheer (SPD) zu den Müttern und Vätern des Erneuerbare-Energien-Gesetz (EEG) gezählt, das für 47 Staaten der Welt zum Vorbild wurde. Es gilt als Verdienst von Schütz, dass EEG gegen Skeptiker innerhalb der eigenen Fraktion durchgesetzt und die nötigen Mehrheiten organisiert zu haben.
In den Jahren 2001 bis 2006 war er Oberbürgermeister Oldenburgs. Er hatte im ersten Wahlgang 2001 gegen den bisherigen Oberbürgermeister, Jürgen Poeschel, 48,73 % der Stimmen erreicht und gewann die Stichwahl mit 65,39 %. Bei den Oberbürgermeisterwahlen im Jahr 2006 kandidierte Schütz erneut für dieses Amt, erreichte im 1. Wahlgang nicht die absolute Mehrheit der Stimmen und unterlag bei der Stichwahl vierzehn Tage später mit 49,13 % der Stimmen knapp seinem Herausforderer Gerd Schwandner.
Ab Februar 2008 bis Oktober 2013 war er Präsident des Bundesverbandes Erneuerbare Energie (BEE). Nach seinem Ausscheiden aus dem Bundestag wurde Schütz Mitglied der Vereinigung ehemaliger Mitglieder des Deutschen Bundestages und des Europäischen Parlamentes e. V. und gehörte in den Jahren 2012 bis 2018 dessen Vorstand an.
Dietmar Schütz ist Vorsitzender der Oldenburger Bürgerstiftung und 1. Vorsitzender des Fördervereins von Werkstattfilm e. V. in Oldenburg.
Dietmar Schütz ist verheiratet, hat einen Sohn und lebt in Oldenburg.